# لیچفیلد (میشیگان)
لیچفیلد، میشیگان (به انگلیسی: Litchfield, Michigan) یک شهر در ایالات متحده آمریکا با جمعیت ۱٬۳۶۹ نفر است که در میشیگان واقع شده‌است.

## موقعیت جغرافیایی
موقعیت جغرافیایی شهرها و مناطق اطراف به شرح زیر است: